# 部分波展開
部分波展開（ぶぶんはてんかい、英語: partial wave expansion）とは、波動関数を決まった軌道角運動量 {\displaystyle l} ごとに分解する方法である。また、分解して得られる各成分を部分波（partial wave）と呼ぶ。またl = 0の部分波をS波、l = 1の部分波をP波、などと呼ぶ。
この方法は、低エネルギー散乱を取り扱うのに便利なのでよく用いられる。また、波動関数を衝突径数によって分解したという古典的な見方もでき、ポテンシャルなどがどの程度離れたところまで散乱に影響を与えるかを予測することができる。

## 平面波の部分波展開
平面波 {\displaystyle e^{i\mathbf {k} \cdot \mathbf {r} }} は以下のように部分波展開できる。
{\displaystyle e^{i\mathbf {k} \cdot \mathbf {r} }=e^{ikr\cos \theta }=\sum _{l=0}^{\infty }(2l+1)i^{l}j_{l}(kr)P_{l}(\cos \theta )}
ここで {\displaystyle j_{l}(kr)} は球ベッセル関数、{\displaystyle P_{l}(\cos \theta )} はルジャンドル多項式である。これを「レイリーの公式」と呼ぶ。これはルジャンドル多項式が完全系であることなどから導出できる。